# 남산 (서천)
남산(南山)은 충청남도 서천군 서천읍과 마서면에 걸쳐 있는 산이다. 산의 정상부에는 약 468m의 성곽을 두른 서천남산성이 있고, 남쪽 사면 아래쪽에는 봉남리삼층석탑이 있다.

## 같이 보기
- 서천남산성 - 충청남도 기념물 제96호
- 봉남리삼층석탑 - 충청남도 문화재자료 제130호